# Accademia scientifico-letteraria di Milano
L'accademia scientifico-letteraria di Milano fu fondata da Gabrio Casati, podestà di Milano durante le Cinque giornate, e dal 1859 ministro della pubblica istruzione del Regno di Sardegna che si stava trasformando in Regno d'Italia.
Contemporaneamente sorgeva anche il R. Istituto tecnico superiore, da cui sarebbe poi sorto il Politecnico.
La regia Accademia fu autorizzata a rilasciare lauree in lettere e, anche se non mancarono le rivalità con l'Università di Pavia, tradizionalmente fu l'unica istituzione lombarda autorizzata a rilasciare titoli accademici. Nel 1924 con la riforma Gentile, l'Accademia confluì nella Regia Università degli Studi di Milano di nuova costituzione.
La sede fu dapprima il collegio Elvetico fondato da San Carlo Borromeo, che sotto Napoleone aveva ospitato il Senato della Repubblica Cisalpina e poi del Regno d'Italia; poi in quella del R. Collegio delle fanciulle in via della Passione.
Un ruolo importante fu assunto da Graziadio Isaia Ascoli, glottologo, docente di storia comparata delle lingue classiche e neolatine, e Ettore Ciccotti, storico dell'età antica ed esperto dei problemi del Mezzogiorno. Tra i docenti dell'Accademia figurarono illustri studiosi quali lo stesso Ascoli, Pio Rajna, Francesco Novati, Emilio e Attilio De Marchi, Giuseppe Ferrari, Piero Martinetti.